# Llegona

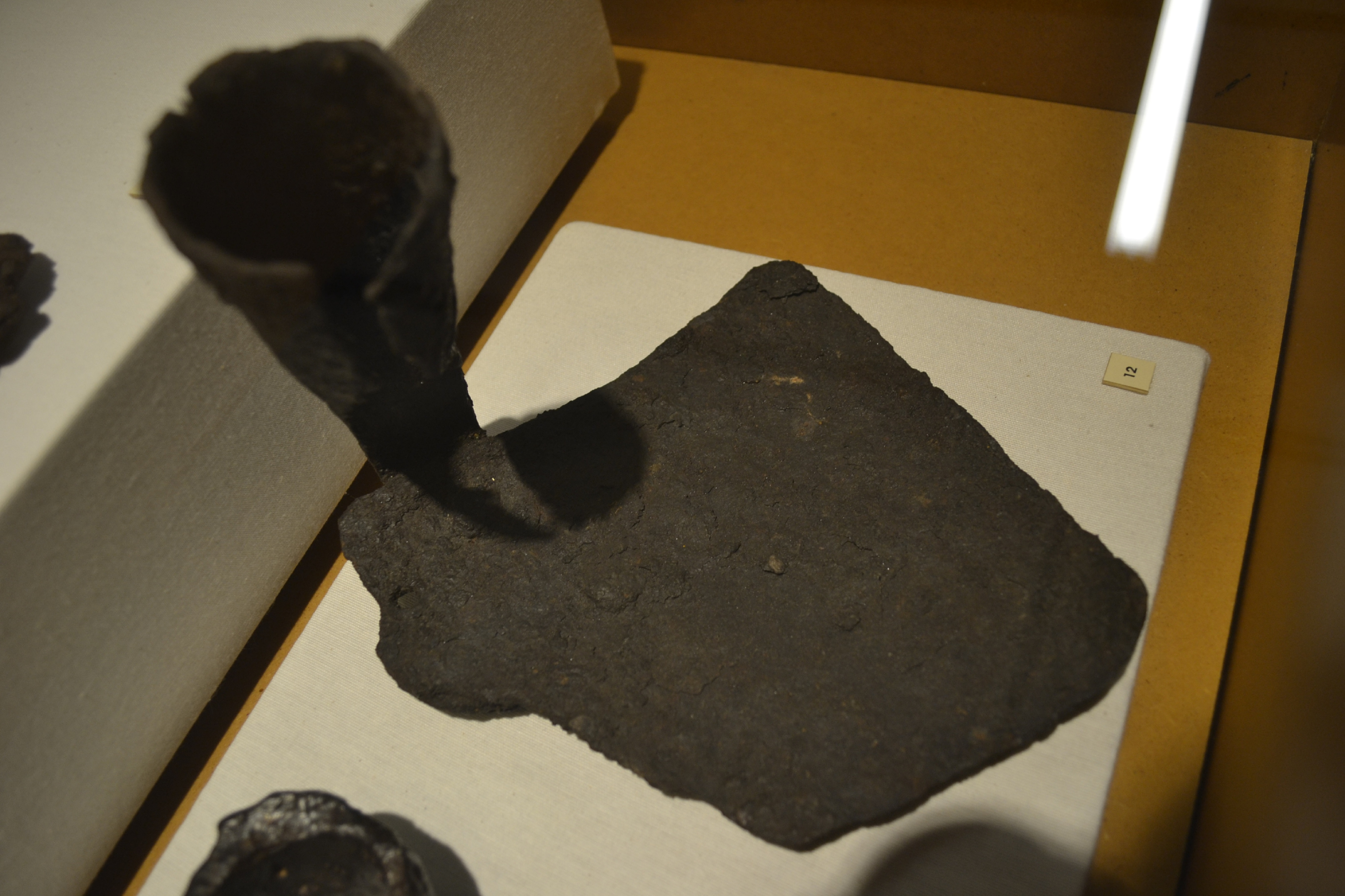
Llegó ibèric provinent de la Bastida de les Alcusses

Una llegona, o lligona, o lligó, o llegó és una ferramenta agrícola manual similar a l'aixada, corbada, i de ferro molt ample, quasi quadrat, que té un canó de ferro on encaixa el mànec i potser és el més polivalent de tots.
Del llegó podem distingir el mànec de fusta de dos pams, la dolla i la fulla de ferro. La dolla, o canó de ferro, s'uneix al mànec encaixat en forma de con amb la fulla soldada a l'altre extrem.

## Usos
Serveix per rascar la terra, sembrar, fer cavallons, obrir solcs, omplir cabassos de terra, pastar calç, allisar, estovar, rascar, recalçar cavallons, fer cassoles als tarongers, anivellar la terra cavada, fer cabets; regular l'entrada de l'aigua al regar el camp, netejar les séquies, llevar el tarquim.
Per a cada tipus de feina hi ha un llegó de la mida més adequada, el de sembrar és el més menut.